# Chenopodium olukondae
Chenopodium olukondae là loài thực vật có hoa thuộc họ Dền. Loài này được (Murr) Murr mô tả khoa học đầu tiên năm 1904.